# Darlington (Isla del Príncipe Eduardo)
Darlington es un municipio rural canadiense situado en la provincia de Isla del Príncipe Eduardo.

## Superficie
Darlington tiene una superficie de 7,72 km².

## Demografía
En 2021, tenía 99 habitantes, una densidad poblacional de 12,8 hab./km², y 45 viviendas.